# Ophthalmdiastylidae
Ophthalmdiastylidae is een uitgestorven familie van kleine kreeftachtigen die behoort tot de orde van de zeekomma's (Cumacea).

## Systematiek
De Ceratocumatidae kent voorlopig slechts drie geslachten met in totaal 5 soorten:
- †Carbocuma Schram et al., 2003[2]
  - Carbocuma imoensis Schram et al., 2003
- †Ophthalmdiastylis Malzahn, 1972[1]
  - Ophthalmdiastylis costata Malzahn, 1972
  - Ophthalmdiastylis inflata Malzahn, 1972
  - Ophthalmdiastylis parvulorostrum Schram et al., 2003
- †Securicaris Schram et al., 2003
  - Securicaris spinosus Schram et al., 2003